# 私渡镇
私渡镇，是中华人民共和国陕西省汉中市西乡县下辖的一个乡镇级行政单位。

## 行政区划
私渡镇下辖以下地区：
联合村、红星村、新路村、红安村、河湾村、龙门村、四柏村和潘坝村。